# Histoire des anime
 (septembre 2016).

L'histoire des anime commence au début du XXe siècle, lorsque des réalisateurs japonais s'essaient aux techniques d'animation qui avaient été explorées en Occident. Malgré ces expérimentations précoces, avec notamment un premier long métrage, Le Serpent blanc, en 1958, il faut attendre Astro, le petit robot, créé en 1963 par Osamu Tezuka, pour toucher au succès populaire. Durant les années 1970, les anime continuent à se développer, se séparant de leurs racines occidentales et développant des genres uniques tels que les mecha. On retrouve à cette époque des œuvres comme Lupin III et Mazinger Z. Durant cette période, plusieurs réalisateurs deviennent fameux, notamment Hayao Miyazaki et Mamoru Oshii.
Dans les années 1980, les anime sont intégrés à la culture populaire et la production explose. Le démarrage de la franchise Gundam et les débuts de la carrière de Rumiko Takahashi marquent le commencement de la décennie. En 1988, Akira obtient le record du coût de production d'un anime.
Pendant les années 1990 et les 2000, les anime reçoivent plus d'égards à l'étranger qu'auparavant. Akira, Ninja scroll (1993) et Ghost in the Shell (1995) deviennent célèbres à travers le monde. Des séries comme Neon Genesis Evangelion et Cowboy Bebop triomphent au Japon, mais captent aussi l'attention en Occident. Le Voyage de Chihiro reçoit le 1er prix ex æquo du Festival du film de Berlin 2002 et remporte l'Oscar du meilleur film d'animation en 2003, et le Festival de Cannes 2004 place Innocence : Ghost in the Shell 2 en compétition officielle.
Le plus ancien anime connu, découvert en 2005, fut produit ca. 1907 et se composait de 50 images dessinées directement sur un ruban de celluloïd. Ce court essai montrait un jeune garçon écrivant les caractères chinois pour « film » (映画), puis se tournant vers le spectateur et lui tirant son chapeau. L'identité du créateur reste inconnue.

## La première génération d'animateurs japonais
Très peu d'œuvres dessinées à cette époque sont parvenues jusqu'à nous. Les raisons varient mais sont principalement commerciales. Après avoir été exploitées, les bobines, propriétés des cinémas, étaient vendues à de plus petits cinémas à travers le pays puis découpées et vendues en petites bandes, voire en image par image.
Oten Shimokawa : Caricaturiste politique et illustrateur ayant travaillé pour le magazine Tokyo Puck. Sa carrière débute grâce à la Tenkatsu, qui l'embauche pour réaliser une animation. Pour des raisons médicales, il ne fait que 5 films, dont Imokawa Mukuzo - Genkanban no maki, avant de retourner à son travail d'illustrateur.
Jun'ichi Kōchi : Caricaturiste et peintre, ayant également étudié l'aquarelle. En 1912, il pénètre le secteur de l'illustration, puis, en 1916, il est embauché par Kobayashi Shokai pour une animation. Il est considéré comme l'animateur japonais le plus techniquement avancé des années 1910. Son travail compte environ 15 films.
Seitarō Kitayama : À la différence des autres pionniers de cette ère, Kitayama fabrique des animations par lui-même. Il fonde d'ailleurs son propre studio, Kitayama Eiga Seisakujo, qui ferme ses portes par manque de succès commercial. Sa technique consiste à animer sur tableau noir, puis sur papier (avec ou sans arrière-plans pré-imprimés).  Son travail compte plusieurs films, dont Urashima Tarō.

## La seconde génération d'animateurs japonais
Yosuji Murato, Hakuzan Kimura, Sanae Yamamoto et Noburo Ōfuji ont été disciples de Seitarō Kitayama et travaillaient dans son studio de film. Kenzo Masaoka, un autre animateur important, travaillait dans un studio plus mineur. En 1923, le Grand tremblement de terre de Kantō détruit la majeure partie du studio Kitayama et les animateurs résidant se dispersent et fondent de nouveaux studios, comprenant l'intérêt financier de l'animation.
Pendant ce temps, les premières lois de protection des enfants sont adoptées, amenant à la censure de certains anime destinés aux enfants de moins de 15 ans. Parallèlement, les films éducatifs étaient encouragés par le Monbusho (Ministère de l'éducation). Des centaines de milliers de yens furent dépensés dans leur promotion. L'animation trouva un usage durable dans l'enseignement, la politique et l'industrie, entraînant une forte demande de nouveau contenu.

## Durant la guerre

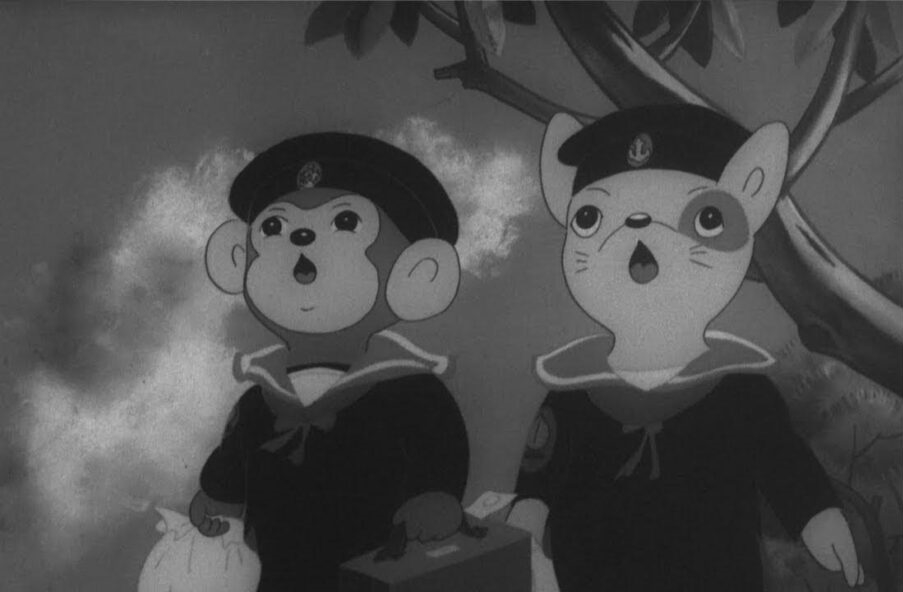
Capture d'écran du film de propagande Momotaro, le divin soldat de la mer (1945), premier long métrage d'animation japonais.

Durant les années 1930, le gouvernement japonais pratique une politique forçant au nationalisme culturel, qui s'applique par une censure stricte et par un contrôle des médias publiés. De nombreux animateurs sont "encouragés" à produire des anime glorifiant l'esprit japonais. Les films sont projetés dans les NEWS-Cinemas comme des forgeurs d'opinions et jouissent d'une forte notoriété. En effet, après que le Japon eut son propre support de film par l'intermédiaire du tout nouveau Fujifilm, les News-Cinema explosèrent et l'industrie de l'animation atteint son pic grâce à ces films officiels. À cette époque, de nombreux petits studios sont fermés ou fusionnent : il ne reste après cet "épuration" que trois gros studios, qui dominent un large marché.
Walt Disney exerce une forte influence sur les animateurs, mais de par les problèmes commerciaux de l'animation japonaise à cette époque, les standards de production demeurent peu élevés et les productions s'avèrent être de pâles imitations des longs-métrages Disney (répétant les scènes et les gags, enregistrant les bandes sonores de façon séparée...). Disney utilise très tôt des films incorporant le son, mais cette intégration reste bien trop coûteuse pour la plupart des studios japonais des années 1930.
Jusqu'aux années 1930, l'industrie du film japonais est dominée par les cinémas, qui commandent des animations à de petits studios ou à des animateurs isolés. De par la fusion et la croissance des studios d'animation, des projets de plus en plus gros deviennent possibles, mais les fonds nécessaires ne viennent pas du Monbusho ou des gros conglomérats de cinémas. De nombreuses animations sont à la place financées par les militaires, montrant les Japonais rusés et rapides face aux forces ennemis dépassées : les Japonais y figurent souvent sous la forme de singes, ce qui rappelle encore le patrimoine de l'archipel (la légende de Son Goku).
En 1942, Momotarō no Umiwashi (桃太郎の海鷲) de Geijutsu Eigasha, totalisant 37 minutes, devient la plus longue et la plus techniquement avancée des œuvres animées d'Orient. Elle narre l'histoire d'une unité de marine, constituée de l'humain Momotaro et de plusieurs espèces animales représentant les ethnies de l'Extrême-Orient; qui combattent ensemble pour un même but. Trois ans plus tard, le 12 avril 1945, Shōchiku Dōga Kenkyūsho produit Momotaro, le divin soldat de la mer qui, fort de ses 74 minutes, est considéré comme la première animation japonaise de durée standard par rapport aux projection de cinéma.

## Toei Animation et Mushi Productions
1948 voit la création de Toei Animation, qui produit le premier anime coloré en 1958, Le Serpent blanc. Adaptation par la légende chinoise homonyme, le film est très marqué par un ton proche des Disney, avec des numéros musicaux et des animaux en seconds rôles. Il est diffusé aux États-Unis sous le titre Panda and the Magic Serpent. Durant les années 1960 et le début des années 1970, Toei poursuit dans ce style de productions et publie par la suite deux des anime les plus connus : Dragon Ball (1986) et Sailor Moon (1992).
Le style Toei est caractérisé par l'importance accordée au principe que chaque animateur apportait ses propres idées à la production. L'exemple le plus extrême en est le film Horus, prince du Soleil d'Isao Takahata. Horus est souvent considéré comme une rupture majeure avec le style normal des anime et le commencement d'un mouvement ultérieur d’anime d'auteurs, ou anime progressistes, qui englobera plus tard des réalisateurs comme Hayao Miyazaki et Mamoru Oshii.
Une contribution majeure du style Toei aux anime modernes est le money shot. Conçue pour réduire les coûts, cette méthode d'animation propose de mettre l'accent sur certains plans importants en les animant avec plus de détails que le reste du travail (dont le temps est souvent restreint).  L'animateur de Toei Yasuo Ōtsuka commence à expérimenter avec cette méthode, pour la développer plus encore à la télévision.
Osamu Tezuka ouvre une compagnie rivale, Mushi Production. Son premier succès, Astro, le petit robot, s'impose en 1963 comme la première série animée populaire à la télévision. Contrairement aux idées reçues, Astro ne fut pas la première série animée diffusée au Japon. Cet honneur revient à Manga Calendar, dont la diffusion débuta en 1962. Cependant, Astro est la première série à présenter des héros récurrents au sein d'une intrigue s'étirant sur de nombreux épisodes. Le programme est adapté et réécrit pour les États-Unis en 1964. Le succès d'Astro permet l'émergence de nombreux autres titres au Japon, comme Tetsujin 28-gō de Mitsuteru Yokoyama, Le Roi Léo de Tezuka ou Mach Go Go Go de Tatsuo Yoshida, ce dernier produit par Tatsunoko Production Co., Ltd.
À la fin des années 1960, les anime ouvrent leurs horizons. Tezuka fraye ce chemin par l'entremise de trois films expérimentaux, connus sous le nom de "films Animerama" : Les Mille et Une Nuits (Senya Ichiya Monogatari, 1969), Cleopatra (Kureopatora, 1970), et La belladone de la tristesse (Kanashimi no Belladonna, 1973). Tous sont conçus pour un public adulte. Belladonna, le plus expérimental, donne naissance à Utena la fillette révolutionnaire (1997). Par ailleurs, la première série pour adultes, Lupin III, est diffusée à cette époque (1971) et, malgré des débuts difficiles, finit par rencontrer une vraie gloire.

## Lesannées 1970
Au cours des années 1970, le marché japonais du film s'écroule face à la concurrence de la télévision. La Toei arrête progressivement la production de comédies musicales somptueuses inspirées de Disney pour se consacrer à la production de séries télévisées. Mushi Production est mis en banqueroute, dispersant ses animateurs dans de nouveaux studios, par exemple Madhouse Production et Sunrise. À cause de cela, de nombreux jeunes animateurs accèdent à la réalisation même, sans avoir été promus à ce poste. Cette injection de jeunes talents apporte un nouveau souffle, une grande variété d'expérimentations et de visions.
La série Heidi (1974) d'Isao Takahata est un exemple de ces expérimentations. Au départ, ce programme se vend péniblement, jugée trop réaliste pour des enfants. La plupart des chaînes de télédiffusion pensent qu'il ne sera pas apprécié car les enfants ont besoin de quelque chose de plus "fantastique" pour s'immerger dans la fiction. Heidi est finalement un succès mondial, exporté dans de nombreux pays européens où il demeure très populaire. Au Japon, le succès est si colossal qu'il permet à Hayao Miyazaki et Isao Takahata de lancer une série d’anime basée sur des œuvres littéraires, le cycle des Chefs-d'œuvre du théâtre mondial. Bien que Miyazaki et Takahata délaissent le projet à la fin des années 1970, la série perdure jusqu'au milieu des années 1990.
Un autre genre, le mecha, apparaît à cette époque. Mazinger Z (1972-1974), Kagaku ninja-tai Gatchaman (1972-1974), Yamato (1974-1975) et Mobile Suit Gundam (1979-1980) en sont quelques-uns des plus symboliques. Ces titres montrent une progression du genre science-fiction dans les anime, marqué par un changement d'une orientation fantastique "super-héros" vers une orientation space opera "réaliste", proposant des scénarios de plus en plus complexes et de moins en moins manichéens. Char Aznable de Mobile Suit Gundam en est un exemple fameux, passant du statut d'ennemi dans les premières séries pour devenir un allié dans les suites Mobile Suit Zeta Gundam puis à nouveau un ennemi dans le film Mobile Suit Gundam : Char contre-attaque.

## L'âge d'or desanime
Le glissement vers le genre space opera devient plus prononcé à la fin des années 1970, en liaison avec le succès commercial de Star Wars. Cela permet de faire revivre le précurseur Yamato au cinéma. Cette version grand écran est considérée comme la base du boom des années 1980, surnommé « l'Âge d'or des anime ».
Deux événements émaillent ce glissement de l'époque de robots géants super-héros à celle des space opera tortueux. Une sous-culture japonaise (qui se donne plus tard le nom d'otaku) commence à se développer autour de magazines d'animation comme Animage ou le plus tardif Newtype. Ces magazines surgissent en réponse aux impressionnants fandom, qui se développent autour de certaines séries tels à la fin des années 1970, comme Yamato.
De plus, un composant majeur des anime d'un point de vue technique se développe avec Yoshinori Kanada, un directeur d'animation (ayant travaillé sur Yamato) qui permet à chaque animateur-clé travaillant pour lui d'ajouter son propre style de mouvement, dans le but de réduire les coûts. Dans plein d'autres anime "d'auteur", cela forme la base du style d'animation individualiste, qui fait la particularité de l'animation commerciale japonaise. Les animations de Kanada inspirent Takashi Murakami et son mouvement artistique Superflat.
Aux États-Unis, la popularité de Star Wars frappe aussi l'animation, mais dans une mesure plus modeste. Gatchaman est retravaillé et diffusé sous le titre La Bataille des planètes en 1978 et sous celui de G-Force en 1986. Yamato est également remanié en Star Blazer en 1979 et, de manière plus dérangeante, bien plus irrespectueuse du travail original, Robotech (1985) est assemblé à partir de trois œuvres différentes : Super Dimension Fortress Macross, Southern Cross et Mospeada. Les premiers otaku américains organisés naissent autour de ces séries.
La culture otaku devient plus prononcée avec l'adaptation par Mamoru Oshii en 1982 d'Urusei Yatsura, manga populaire de Rumiko Takahashi, sous le titre Lamu. Vrai triomphe japonais, Yatsura permet à Takahashi de devenir un grand nom de l’anime, en dépit de ses origines modestes d'artiste créatrice de dōjinshi. Quant à Oshii, il s'éloigne de la culture fan et s'approche de l’anime d'auteur, avec le long-métrage Lamu : Un Rêve sans fin (1984). Il aborde l'univers de Takahashi en y impliquant plus de lui-même. Plus tard, il réalisera ainsi un film totalement personnel, L'Œuf de l'ange, en compagnie de Yoshitaka Amano.
La sous-culture otaku produit quelques effets sur les personnes qui intégrèrent l'industrie à cette époque. Les plus fameux de celles-ci furent un groupe de production amateur, Daicon Films, qui deviendra le Studio Gainax. Gainax commence par faire des films pour la convention Daicon SciFi et y est si populaire au sein de la communauté otaku qu'on lui donne la chance de réaliser de film d’anime au plus gros budget de l'époque, Les Ailes d'Honnéamise (1987).
En 1984, le studio Topcraft diffuse l'une des clés de voûte de l'animation : Nausicaä de la vallée du vent. Ce film ajoute au prestige des anime, permettant à de nombreux projets expérimentaux onéreux d'être financés peu après sa sortie. Il permet également à son directeur, Hayao Miyazaki, et à son partenaire de longue date, Isao Takahata, de fonder leur propre studio sous la supervision de l'ancien éditeur d'Animage, Toshio Suzuki. Ainsi naît le Studio Ghibli, acteur majeur de l'animation japonaise, dont le premier film, Le Château dans le ciel (1986), marque durablement la critique, malgré un succès mitigé.
Aux alentours de la sortie de Nausicaä apparaît un nouveau médium pour les animes : l'Original animation video ou OAV. Ces OAV consistent en des cassettes vendues directement aux particuliers, contenant des films ou des séries destinées à une audience de niche, trop limités pour une diffusion sur les ondes ou dans les salles obscures. Réalisé Mamoru Oshii, Dallos (1983-1984) est le premier OAV japonais. Dallos ne rencontre aucune popularité, mais Megazone 23 (1985) sut s'imposer sur le marché comme le premier vrai succès de l'OAV. Des séries telles que Patlabor font leurs débuts sur ce marché : la série est vu comme peu vendeuse auprès du public, mais ce format de l'OAV favorise sa diffusion. Patlabor devient un mythe et prouve l'utilité de l'OAV pour lancer des œuvres plus expérimentales ou personnelles.
L'OAV accueille également le premier vrai anime pornographique avec Cream Lemon (1984), juste précédé par Lolita anime : Yuki no kurenai keshō ~ shōjo bara kei ~. Voir également Hentai.
À la fin des années 1980, suivant la sortie de Nausicaä, un nombre de plus important de films à gros budgets et/ou expérimentaux purent sortir. En 1985, Toshio Suzuki aida à rassembler les fonds pour le film expérimental d'Oshii, L'Œuf de l'ange (1985). Le marché des OAV permit l'édition de courtes œuvres expérimentales tels que Take the X Train, Manie Manie : Les Histoires du labyrinthe, et Robot Carnival (tous trois en 1987).
Les sorties cinématographiques devinrent de plus en plus ambitieuses, chaque film essayant de surclasser ou de dépenser un plus gros budget que le précédent, tous prenant modèle sur le succès populaire et critique de Nausicaä. Train de nuit dans la Voie lactée (Ginga tetsudō no yoru, 1985), Le Roman de Genji (1987) et Le Tombeau des lucioles (1987) furent tous trois d'ambitieuses réalisations, basées sur des œuvres littéraires importantes au Japon. Des films tels que Mobile Suit Gundam : Char contre-attaque 1988 et Arion (1986) eurent des budgets somptuaires. Cette période de budget démesuré et d'expérimentation atteignit son zénith avec deux des plus coûteuses productions de films d’anime jamais vues : Les Ailes d'Honnéamise et Akira (1988).
La plupart de ces films ne remboursent pas les coûts de production. Ni Akira ni Les Ailes d'Honnéamise ne furent des succès du box-office japonais. Il en résulte une fermeture de nombreux studios d’anime, et une grosse partie des productions expérimentales se voient délaissées au profit de formules ayant fait leurs preuves. Seul le Studio Ghibli parvient à faire encore des productions ambitieuses à la fin des années 1980 grâce à son film Kiki la petite sorcière (1989), qui atteint le sommet du box-office de cette année et rapporte plus de 31 millions d'euros, pour un budget initial de 5.6 millions d'euros.
En dépit de l'échec d'Akira au Japon, le film crée une large base de fans d’anime à travers le monde. Lorsqu'il fut diffusé à l'étranger, l'œuvre devint culte, le symbole de ce médium en Occident. L'échec domestique et le succès international d'Akira, combiné à l'éclatement de la bulle économique et au décès d'Osamu Tezuka en 1989, abolissent l'âge d'or.

## Desannées 1990au présent
Après ce boom, certaines personnes observent un déclin dans la qualité générale des anime. Les budgets s'écroulent et de nombreux projets ambitieux ne sont plus financés. Le succès Neon Genesis Evangelion (1995), l'œuvre d'Hideaki Anno, permet une brève renaissance et devient ce que l'on appelle le "troisième impact" de l'animation japonaise. Mais la situation n'est guère florissante sur le marché japonais. La majeure partie de l'attention, et par conséquent les projets les plus ambitieux, se tournent vers l'Ouest.
Une lutte commence en 1995 avec Macross Plus, Memories et surtout le fameux Ghost in the Shell pour obtenir de prestigieux films d'animations à larges budgets pour le public américain. Memories ne peut être distribué dans l'immédiat, malgré sa vocation : c'est une œuvre conçue pour plaire à un vaste public. La raison de cet échec gît dans la somme trop importante demandée par le détenteur des droits au Japon, pour l'exportation outre-Atlantique.
En 1995, Hideaki Anno imagine et réalise ce qui est peut-être l’anime le plus controversé jamais fait, Neon Genesis Evangelion. Ce programme devient populaire parmi les fans japonais d’anime et parvient au grand public par le biais des médias. On pense couramment qu'Anno, à l'origine, a voulu que ce programme soit l’anime ultime pour otaku, conçu pour faire revivre l'industrie en déclin, mais au milieu de la production, il en fait une critique forte. La diatribe est amplifiée dans The End of Evangelion, film réalisé en 1997 et qui rapporte plus de 8 millions d'euros. La popularité, toujours croissante, s'accompagne d'une controverse toujours plus forte.
De nombreuses scènes d'Evangelion alimentent les discussions et forcent TV Tōkyō à intensifier la censure sur le contenu violent ou aguichant des anime. Ainsi, lorsque Cowboy Bebop (1998) est diffusé pour la première fois, c'est une version massivement éditée et tronquée de la moitié de ses épisodes que l'on projette. Cette censure se relâche par la suite.
Après Evangelion suit une série de programmes désignés comme "post-Evangelion". La plupart mettent en scène des robots gigantesques au sein d'une intrigue religieuse ou difficilement compréhensible. Parmi eux, RahXephon, Brain Powerd et Gasaraki. D'autres séries de ce genre sont des diffusions expérimentales de fin de soirée. Débutées avec Serial experiments Lain (1998), ces diffusions tardives sont devenues un forum pour les anime expérimentaux parmi lesquels figurent Boogiepop Phantom (2000), Texhnolyze (2003) et Paranoia Agent (2004).
Par ailleurs, la saga Gundam continue dans son apogée et offre au Japon Gundam SEED (2002-2003), suivi de Gundam SEED Destiny (2004-2005), deux extraordinaires anime qui occupent durant plus de 5 années le top des meilleurs anime au Japon, les personnages de ces séries, dont Kira Yamato, Asran Zala, Shin Asuka ou encore Lacus Clyne et Cagalli Yula Athha, étant les plus appréciés dans le pays, tous animes confondus.[réf. nécessaire]
À cette époque, un mouvement artistique lancé par Takashi Murakami émerge, combinant la culture populaire japonaise à l'art post-moderne "Superflat". Murakami prétend que le mouvement est une analyse de la culture japonaise post-guerre mondiale, à travers les yeux de la sous-culture otaku. Son désir est également de se débarrasser de la séparation entre les hauts et bas arts pour créer un continuum, d'où le terme superflat. Ses expositions artistiques sont très populaires et ont influencé certains créateurs d’anime, notamment ceux du Studio 4°C.
À l'inverse du courant expérimental, la même période a également vu une tendance à une mise en avant extrême de la sous-culture otaku. De nombreux programmes diffusés en seconde ou 3e partie de soirée sont basés sur des eroge (jeux hentai) et sont destinés uniquement au public des otaku purs et durs. Des exemples d'œuvres de ce genre, incluant fréquemment du fan service (parfois à outrance), sont Green Green, Mahoromatic (2001) et Hand Maid May. Ces programmes sont souvent pointés du doigt par des critiques comme étant sexistes (avec de nombreuses représentations de femmes soumises idéalisées) et comme détruisant la vitalité artistique de l'industrie des anime, utilisant les désirs des fans au lieu de poursuivre une recherche artistique. En même temps, ces programmes se sont révélés très profitables au Japon. Voir également Moé. Mais les eroge sont plus qu'une source de séries à la limite de l'érotisme : plusieurs séries, dont Shingetsutan Tsukihime et Kimi ga Nozomu Eien (2003), respectent un certain seuil de qualité. Le premier tend vers un univers sombre et compliqué, le second tente une approche adulte de l'amour.
Dans les années 1990 surgit un phénomène colossal : la montée des Pokémon. Pour certains il s'agit du plus gros succès de l'animation. Les séries télévisées s'étendent sur de nombreuses saisons, il y a une production à Broadway, plusieurs films, des jeux de cartes à collectionner, des jeux vidéo, des jouets et plein d'autres dérivés. Créé dans un but purement commercial, ce programme s'inscrit comme l'un des plus adaptés à la jeunesse.
À la fin des années 1990 et pendant les années 2000, les anime sont plus facilement acceptés sur les marchés étrangers. Cowboy Bebop se vend mieux aux États-Unis qu'au Japon, et s'impose même là-bas comme une licence juteuse.  Le voyage de Chihiro reçoit le 1er prix ex-æquo du Festival du film de Berlin 2002 et remporte l'Oscar du meilleur film d'animation en 2002, et Innocence : Ghost in the Shell 2 est sélectionné pour le Festival de Cannes 2004.
Gankutsuou (2005), réalisé par Mahiro Maeda, utilise et remanie l'univers du Comte de Monte-Cristo et se veut dès le départ une œuvre accessible à un public occidental (et même aux milieux intellectuels occidentaux). De nombreuses références à la culture française émaillent le déroulement de l'histoire. La musique est en partie composée par un Français, Jean-Jacques Burnel, et la série emprunte également la Symphonie Manfred de Tchaikovsky. Le visuel est inspiré de l'esthétique de Gustav Klimt. Ainsi, Gankutsuou se veut visuellement différent des standards de l'animation japonaise et ambitieux dans son approche. Cette accessibilité semble être une constance au sein du studio Gonzo.